# مزوسیلاش
مزوسیلاش (به مجاری:  Mezőszilas) یک شهرداری در مجارستان است که در ناحیه شاربوگارد واقع شده‌است. مزوسیلاش ۶۵٫۱ کیلومتر مربع مساحت و ۲٬۱۵۷ نفر جمعیت دارد.